# Giorgio Liuzzi
Giorgio Liuzzi (* 30. August 1895 in Vercelli; † 5. November 1983 in Mailand) war ein italienischer General. Er war von 1954 bis 1959 Stabschef des italienischen Heeres.

## Werdegang
Giorgio Liuzzi entstammte einer jüdischen Familie. Sein Vater Guido (1866–1942) war General und zuletzt bis 1932 Korpsbefehlshaber. Guido war überzeugter Monarchist, Nationalist und Faschist. Seit 1934 Vorsitzender der jüdischen Gemeinde Turins, versuchte er bis zuletzt, Judentum und Faschismus zu vereinbaren, was ab 1938 mit Inkrafttreten der Rassengesetze politisch unmöglich wurde.
Giorgio Liuzzi begann im Februar 1913 die Offizierausbildung an der Militärakademie Turin und beendete sie im März 1915 als Unterleutnant. Seine Fachausbildung zum Artillerieoffizier an der Applikationsschule musste er kurz darauf wegen des Eintritts Italiens in den Ersten Weltkrieg abbrechen. In der Gebirgsartillerie wurde er im März 1916 zum Leutnant und am 23. April 1917 für Kriegsverdienste zum Hauptmann befördert. Giorgio Liuzzi wurde während des Ersten Weltkriegs zweimal verwundet, auf dem Monte Zebio (10. Juni 1917) und auf der Bainsizza-Hochebene (25. August 1917) schwer. Nach Behandlung und Genesung im Militärkrankenhaus von Turin absolvierte er einen verkürzten Generalstabslehrgang und diente dann in der Operationsabteilung des Stabes des XXVII. Korps, mit dem er Ende Oktober 1918 an der Schlacht von Vittorio Veneto teilnahm.
Nach dem Krieg diente er zunächst beim Heeresgeneralstab in Rom. 1920 und 1921 war er Mitglied einer interalliierten Kontrollkommission in Wien. Von 1921 bis 1923 absolvierte er in Civitavecchia die Generalstabsausbildung als Lehrgangsbester, anschließend folgte ein einjähriger Lehrgang an der Applikationsschule der Artillerie in Turin.
Nach einer Verwendung im Kabinett des Kriegsministers diente er beim 20. Feldartillerieregiment, erst in Cittadella und dann in Padua. Im Juni 1927 zum Major befördert, wurde er beim 19. Feldartillerieregiment in Florenz eingesetzt und ab November 1929 wiederum beim Heeresgeneralstab in Rom. Auf eine Ausbildung zum fliegenden Beobachter folgte von 1931 bis 1934 eine Verwendung als Ausbilder für Luftnahunterstützung bei entsprechenden Schulen in Grottaglie und Cerveteri, wobei er zwischenzeitlich kurz einem deutschen Artillerieverband zugeteilt wurde um seine deutschen Sprachkenntnisse zu verbessern. Als Oberstleutnant war er ab November 1934 Verbindungsoffizier bei der italienischen Luftwaffe.
Von Oktober 1935 bis Februar 1938 war Liuzzi Chef des Stabes der 2. schnellen Division, wobei er gegen Ende dieser Verwendung in Modena Gabriella Namias heiratete. Anlässlich eines Besuches von Adolf Hitler in Italien kommandierte Liuzzi eine Ehrenformation, für deren Auftreten er im Mai 1938 von Benito Mussolini persönlich schriftlich belobigt wurde. Für besondere Verdienste zum Oberst befördert, erhielt er im Juli 1938 das Kommando über das 1. schnelle Artillerieregiment. Im November 1938 wurde Oberst Giorgio Liuzzi auf Grund der Rassengesetze aus dem Dienst entfernt.
Eine Einladung, in Ecuador als Militärberater zu dienen, nahm er nicht an; stattdessen zog er sich ins Privatleben zurück und verbrachte die Zeit bis zum September 1943 in einem kleinen Dorf in der Emilia-Romagna. Nach dem Waffenstillstand von Cassibile ging er in die benachbarten Marken, wo er die Flucht alliierter Kriegsgefangener organisierte. Von deutschen Truppen festgenommen und nicht als Jude erkannt, entkam er nach Rom, wo er sich der Untergrundgruppe CIL (Comitato Italiano di Liberazione), die den Partisanenkrieg gegen die Nazifaschisten lenkte, zur Verfügung stellte. Nach der Befreiung Roms durch die Alliierten wurde er wieder in das auf deren Seite stehende italienische Militär aufgenommen und als Chef des Stabes der italienischen Truppen eingesetzt, die unter britischer Führung standen. Aus diesem Stab ging nach der Befreiung Bolognas (21. April 1945) vor Ort wieder der Stab des VI. Territorialkommandos des italienischen Heeres hervor, wobei Liuzzi vorerst weiter dessen Chef des Stabes blieb.
Ab Februar 1946 diente Liuzzi als Brigadegeneral beim Heeresgeneralstab in Rom, wo er die geplante Neuordnung des Heeres kritisierte. Von Juni 1948 bis Januar 1950 stellte Liuzzi die Panzerbrigade Ariete wieder auf, die zwei Jahre später zu einer Division vergrößert wurde. Danach diente er als Abteilungsleiter im Verteidigungsministerium in Rom, wo er am 4. Juli 1950 die Beförderung zum Generalmajor erhielt. Daneben schrieb er diverse Artikel für militärische Fachzeitschriften über die Neuordnung und Modernisierung des italienischen Heeres. Im Oktober 1951 übernahm er in Rom das Kommando über die Division Granatieri di Sardegna, danach befehligte er bis 1954 das Territorialkommando in Neapel, wo er im Juli 1953 zum Generalleutnant befördert wurde. Nach wenigen Monaten an der Spitze des V. Korps in Vittorio Veneto wurde er am 26. September 1954 zum Stabschef des italienischen Heeres ernannt und erhielt deswegen als Generalleutnant einen vierten funktionalen Stern. Gegen politischen Widerstand setzte er im mittlerweile stark ausgebauten Heer Rationalisierungsmaßnahmen im Verwaltungs- und Unterstützungsbereich durch, andererseits widersetzte sich Liuzzi politischen Reformbestrebungen mit angeblich teilstreitkraftübergreifenden Zielen des neuen Verteidigungsministers Giulio Andreotti, der die Stationierung von Jupiter-Raketen der italienischen Luftwaffe vom Heer mitfinanzieren lassen wollte. Aus diesem Grund trat Liuzzi am 28. März 1959 von seinem Posten zurück. Weil die Altersgrenze in seinem Fall wegen des Ausschlusses zwischen Ende 1938 und Mitte 1944 verschoben worden war, leitete er bis August 1963 noch ein Studienzentrum und ging dann in den Ruhestand. Gleichzeitig erschien in Rom sein Buch Italia difesa?, in dem er die italienische Sicherheits- und Militärpolitik kritisierte. Von 1968 bis 1972 war er erster Vorsitzender des Ordensrates des Vittorio-Veneto-Ordens. Zuletzt lebte er in Mailand als Schriftsteller und Journalist und schrieb unter anderem für den Corriere della Sera.

## Ehrungen
- 1958: Großes Verdienstkreuz mit Stern und Schulterband der Bundesrepublik Deutschland
- 1959: Großkreuz des Verdienstordens der Italienischen Republik